# Косгров, Кормик
Кормик Ф. Косгров (англ. Cormic F. Cosgrove; 15 февраля 1869, Ла-Салл, Иллинойс — 6 июля 1930, Сент-Луис, Миссури) — американский футболист, бронзовый призёр летних Олимпийских игр 1904.
На Играх 1904 в Сент-Луисе Косгров выступал за вторую сборную США. Проиграв два матча и проведя один вничью, он занял третье место и получил бронзовую медаль.